# قائمة رؤساء وزراء كندا

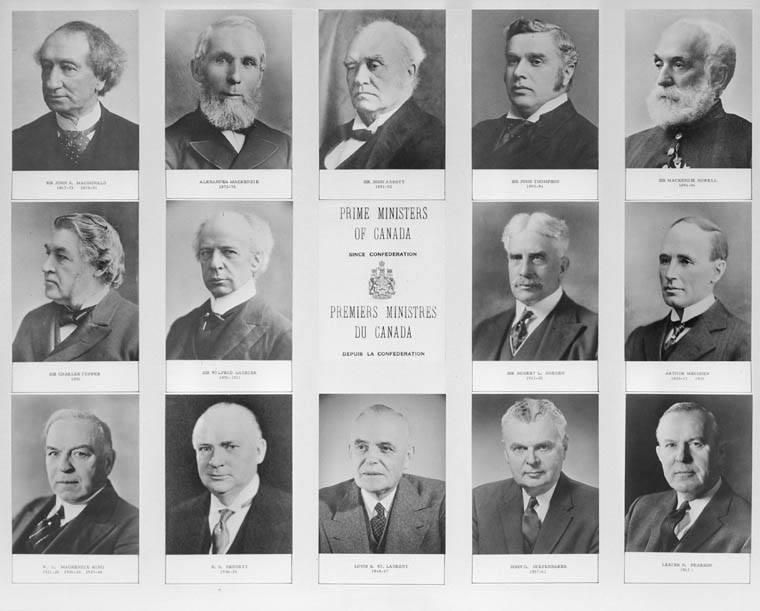
رؤساء وزراء كندا في القرن الأول

رئيس وزراء كندا هو رئيس مجلس الوزراء ورئيس حكومة كندا. شغل ثلاثة وعشرون شخصا (اثنان وعشرون رجلا وامرأة واحدة) منصب رئيس الوزراء منذ تشكليها. يعين الحاكم العام لكندا رسميا رئيس الوزراء، لكن بموجب الاتفاقية الدستورية يجب أن يحصل رئيس الوزراء على ثقة مجلس العموم المنتخب. يكون رئيس الوزراء عادة زعيم الحزب والتحالف الفائز بأكبر عدد في البرلمان. لكن إذا افتقر هذا الزعيم إلى دعم الأغلبية، يمكن للحاكم العام تعيين زعيم آخر يحظى بهذا الدعم أو قد يحل البرلمان ويدعو إلى انتخابات جديدة. يشغل رئيس الوزراء مقعدا في البرلمان وبالتحديد مجلس العموم منذ أوائل القرن العشرين.
الرئيس الوزراء الثالث والعشرون والحالي هو جاستن ترودو الذي تولى المنصب في 4 نوفمبر 2015. وهناك حاليًا خمسة رؤساء وزراء سابقين على قيد الحياة. آخر رئيس وزراء سابق توفي هو مارتن مولروني الذي توفي في 29 فبراير 2024.

## إنشاء المنصب
تناط السلطة التنفيذية رسميا بالملك ويمارسها الحاكم العام نيابة عن الملك، أما منصب رئاسة الوزراء فهو جزء من التقليد السياسي الكندي، إنشاء المنصب على غرار منصب رئيس وزراء المملكة المتحدة الذي كان موجودا في ذلك الوقت. كلف الفيكونت مونك جون أ. ماكدونالد لتشكيل أول حكومة للاتحاد الكندي في 24 مايو 1867. تولت الوزارة الأولى الحكم في 1 يوليو 1867.
يبدأ رئيس الوزراء ولايته بأدائه اليمين الدستورية لكنها لا تشترط أداء اليمين الدستورية لتوليته المنصب، يؤدي كل رئيس وزراء جديد اليمين الدستورية منذ عام 1957. كان الحاكم العام يقبل كل استقالات رؤساء الوزراء فورًا قبل عام 1920، أما منذ عام 1920 تقبل استقالة رئيس الوزراء المنتهية ولايته رسميًا عندما تجهز الحكومة الجديدة. على أن رئيس الوزراء المنتهية ولايته يستقيل رسميًا قبل ساعات من أداء الوزارة الجديدة اليمين فإن التغيير الوزاري يحدث فعليًا في منتصف الليل من الليلة السابقة. توفي اثنان من رؤساء الوزراء أثناء توليهم المنصب هما جون أ. ماكدونالد وجون طومسون واستقال الباقون إما بسبب خسارة الانتخابات أو التقاعد.

## القائمة
دعا الحاكم العام 23 رئيس وزراء لتشكيل 29 وزارة كندية منذ تشكيل اتحاد كندا.
|      | الصورة | الاسم (الميلاد-الوفاة) الدائرة الانتخابية                                                                                 | الحكومة        | الفترة         | الفترة              | الانتخابات (البرلمان)                    | الحزب السياسي                    | المراجع              |
| ---- | --- | --- | -------------- | -------------- | ------------------- | ---------------------------------------- | -------------------------------- | -------------------- |
| 1    | | جون ماكدونالد (1815-1891) نائب عن Kingston (ON)                                                                           | 1              | 1 يوليو 1867   | 5 نوفمبر 1873       | 1867 (1) 1872 (2)                        | Liberal-Conservative Party       | [ 5 ] [ 6 ]          |
| 1    | وزير العدل؛ حدث في عهده دمج أراضي روبرت والإقليم الشمالي الغربي في كندا واقرار قانون مانيتوبا وتمرد النهر الأحمر وانضمام كولومبيا البريطانية وجزيرة الأمير إدوارد إلى الاتحاد. إنشاء شرطة الخيالة الشمالية الغربية؛ استقال بسبب فضيحة المحيط الهادئ | جون ماكدونالد (1815-1891) نائب عن Kingston (ON)                                                                           |                |                |                     |                                          |                                  | [ 5 ] [ 6 ]          |
| 2    | | ألكسندر ماكينزي (1822-1892) نائب عن Lambton (ON)                                                                          | 2              | 7 نوفمبر 1873  | 9 أكتوبر 1878       | بدون انتخابات (2) 1874 (3)               | الحزب الليبرالي الكندي           | [ 8 ] [ 9 ]          |
| 2    | أنشئ المحكمة العليا بسبب فضيحة المحيط الهادي ومرر القانون الهندي وأنشئ الكلية العسكرية الملكية. | ألكسندر ماكينزي (1822-1892) نائب عن Lambton (ON)                                                                          |                |                |                     |                                          |                                  | [ 8 ] [ 9 ]          |
| (1)  | | جون ماكدونالد (1815-1891) نائب عن Victoria (CB) 1878-1882 نائب عن Carleton (ON) 1882-1887 نائب عن Kingston (ON) 1887-1891 | 3              | 17 أكتوبر 1878 | 6 يونيو 1891        | 1878 (4) 1882 (5) 1887 (6) 1891 (7)      | Liberal-Conservative Party       | [ 10 ] [ 11 ]        |
| (1)  | برنامج السياسة الوطنية وتمرد الشمال والغرب وشنق لويس رئيل وإنشاء سكة حديد المحيط الهادئ الكندية. توفي في المنصب (سكتة دماغية). | جون ماكدونالد (1815-1891) نائب عن Victoria (CB) 1878-1882 نائب عن Carleton (ON) 1882-1887 نائب عن Kingston (ON) 1887-1891 |                |                |                     |                                          |                                  | [ 10 ] [ 11 ]        |
| 3    | | جون أبوت (1821-1893) عضو مجلس الشيوخ عن كيبيك                                                                             | 4              | 16 يونيو 1891  | 24 نوفمبر 1892      | معين (7)                                 | Liberal-Conservative Party       | [ 12 ] [ 13 ]        |
| 3    | وزير بدون حقيبة توى المنصب. وهو أول رئيس وزراء ولد في ما أصبح كندا والأول من اثنين فقط شغلا المنصب أثناء شغلهم منصب في مجلس الشيوخ. | جون أبوت (1821-1893) عضو مجلس الشيوخ عن كيبيك                                                                             |                |                |                     |                                          |                                  | [ 12 ] [ 13 ]        |
| 4    | | جون تومسون (1845-1894) نائب عن Antigonish (NÉ)                                                                            | 5              | 5 ديسمبر 1892  | 12 ديسمبر 1894      | معين (7)                                 | Liberal-Conservative Party       | [ 14 ] [ 15 ]        |
| 4    | كان وزير العدل وأول رئيس وزراء كاثوليكي حدث في عهده مسألة مدارس مانيتوبا. توفي في منصبه (نوبة قلبية). | جون تومسون (1845-1894) نائب عن Antigonish (NÉ)                                                                            |                |                |                     |                                          |                                  | [ 14 ] [ 15 ]        |
| 5    | | ماكنزي باويل (1823-1917) عضو مجلس الشيوخ عن أونتاريو                                                                      | 6              | 21 ديسمبر 1894 | 27 أبريل 1896       | معين (7)                                 | حزب كندا المحافظ                 | [ 16 ] [ 17 ]        |
| 5    | كان وزير الجمارك ووزير الميليشيات والدفاع؛ استمرت في عهده مسألة مدارس مانيتوبا. آخر رئيس وزراء من مجلس الشيوخ وآخر رئيس وزراء لا يولد في أراضي كندا. | ماكنزي باويل (1823-1917) عضو مجلس الشيوخ عن أونتاريو                                                                      |                |                |                     |                                          |                                  | [ 16 ] [ 17 ]        |
| 6    | | تشارلز توبر (1821-1915) لم يشغل مقعد في البرلمان وقت رئاسته للوزراء                                                       | 7              | 1 مايو 1896    | 8 يوليو 1896        | معين (بالوكالة)                          | حزب كندا المحافظ                 | [ 18 ] [ 19 ]        |
| 6    | كان وزير الجمارك ووزير السكك الحديدية والقنوات؛ أكبر رئيس وزراء كندي يتولى منصبه. لم يحضر في البرلمان وقت رئاسته للوزراء. | تشارلز توبر (1821-1915) لم يشغل مقعد في البرلمان وقت رئاسته للوزراء                                                       |                |                |                     |                                          |                                  | [ 18 ] [ 19 ]        |
| 7    | | ويلفريد لوريير (1841-1919) نائب عن Quebec East (QC)                                                                       | 8              | 11 يوليو 1896  | 6 أكتوبر 1911       | 1896 (8) 1900 (9) 1904 (10) 1908 (11)    | الحزب الليبرالي الكندي           | [ 20 ] [ 21 ]        |
| 7    | أول رئيس وزراء كندي فرنسي، حدث في عهده مسألة مدارس مانيتوبا وحرب البوير وإنشاء ألبرتا وساسكاتشوان وإنشاء البحرية الملكية الكندية وقانون المعاملة بالمثل مع الولايات المتحدة وإنشاء إدارة الشؤون الخارجية. | ويلفريد لوريير (1841-1919) نائب عن Quebec East (QC)                                                                       |                |                |                     |                                          |                                  | [ 20 ] [ 21 ]        |
| 8    | | روبرت بوردن (1854-1937) نائب عن Halifax (NÉ) حتى 1917 نائب عن Kings (NÉ) من 1917                                          | 9              | 10 أكتوبر 1911 | 11 أكتوبر 1917      | 1911 (12)                                | حزب كندا المحافظ                 | [ 21 ] [ 22 ] [ 23 ] |
| 8    | 10 | روبرت بوردن (1854-1937) نائب عن Halifax (NÉ) حتى 1917 نائب عن Kings (NÉ) من 1917                                          | 12 أكتوبر 1917 | 10 يوليو 1920  | 1917 (13)           | Parti unioniste                          |                                  | [ 21 ] [ 22 ] [ 23 ] |
| 8    | حدث في عهده الحرب العالمية الأولى وقانون الخدمة العسكرية وأزمة التجنيد الإلزامي لعام 1917 وإنشاء حكومة الاتحاد والمجلس القومي للبحوث؛ وأخل ضريبة الدخل دعم قرار نيكل حق المرأة في التصويت وقمع الإضراب العام في وينيبيغ وتوقيع معاهدة فرساي وانضمام كندا إلى عصبة الأمم. | روبرت بوردن (1854-1937) نائب عن Halifax (NÉ) حتى 1917 نائب عن Kings (NÉ) من 1917                                          |                |                |                     |                                          |                                  | [ 21 ] [ 22 ] [ 23 ] |
| 9    | | آرثر ميغن (1874-1960) نائب عن Portage la Prairie (MB)                                                                     | 11             | 10 يوليو 1920  | 29 ديسمبر 1921      | معين (13)                                | الحزب الوطني الليبرالي والمحافظ ‏ | [ 24 ] [ 25 ]        |
| 9    | المحامي العام لكندا ووزير المناجم ووزير الدولة لشؤون كندا ووزير الداخلية والمشرف على الشؤون الهندية؛ ضم سكة حديد غراند ترنك إلى إدارة السكك الحديدية الوطنية الكندية. | آرثر ميغن (1874-1960) نائب عن Portage la Prairie (MB)                                                                     |                |                |                     |                                          |                                  | [ 24 ] [ 25 ]        |
| 10   | | ويليام كينج (1874-1950) نائب عن York North (ON) حتى 1925 نائب عن Prince Albert (SK) من 1926                               | 12             | 29 ديسمبر 1921 | 29 يونيو 1926       | 1921 (14) 1925 (15)‡                     | الحزب الليبرالي الكندي           | [LS]                 |
| 10   | وزير العمل؛ حدث في عهده أزمة شاناك والمؤتمر الإمبراطوري 1923 ومعاهدة الهلبوت، استمر في رئاسة الوزراء بعد عام 1925 بدعم تقدمي من طرف ثالث حتى استقال بعد أن رفض طلبه الحاكم العام اللورد بينغ إجراء انتخابات. | ويليام كينج (1874-1950) نائب عن York North (ON) حتى 1925 نائب عن Prince Albert (SK) من 1926                               |                |                |                     |                                          |                                  | [LS]                 |
| (9)  | | آرثر ميغن (1874-1960) نائب عن Portage la Prairie (MB)                                                                     | 13             | 29 يونيو 1926  | 25 سبتمبر 1926      | معين (15)‡                               | حزب كندا المحافظ                 | [ 24 ] [ 28 ]        |
| (9)  | عين بسبب قضية كينغ بينغ. | آرثر ميغن (1874-1960) نائب عن Portage la Prairie (MB)                                                                     |                |                |                     |                                          |                                  | [ 24 ] [ 28 ]        |
| (10) | | ويليام كينج (1874-1950) نائب عن Prince Albert (SK)                                                                        | 14             | 25 سبتمبر 1926 | 7 أغسطس 1930        | 1926 (16)§                               | الحزب الليبرالي الكندي           | [ 26 ] [ 29 ]        |
| (10) | إدخال معاشات الشيخوخة وإرسال أول مبعوثين كنديين كاملي الدبلوماسية إلى دول أجنبية (الولايات المتحدة الأمريكية وفرنسا واليابان) والكساد الكبير. | ويليام كينج (1874-1950) نائب عن Prince Albert (SK)                                                                        |                |                |                     |                                          |                                  | [ 26 ] [ 29 ]        |
| 11   | | ريتشارد بينيت (1870-1947) نائب عن Calgary West (AB)                                                                       | 15             | 7 أغسطس 1930   | 23 أكتوبر 1935      | 1930 (17)                                | حزب كندا المحافظ                 | [ 30 ] [ 31 ]        |
| 11   | وزير العدل ووزير المالية؛ حدث في عهده الكساد الكبير والتفضيل الإمبراطوري واعتماد نظام وستمنستر للحكم؛ إنشاء لجنة البث الإذاعي الكندية ومجلس القمح الكندي وبنك كندا. | ريتشارد بينيت (1870-1947) نائب عن Calgary West (AB)                                                                       |                |                |                     |                                          |                                  | [ 30 ] [ 31 ]        |
| (10) | | ويليام كينج (1874-1950) نائب عن Prince Albert (SK) حتى 1945 نائب عن Glengarry (ON) من 1945                                | 16             | 23 أكتوبر 1935 | 15 نوفمبر 1948      | 1935 (18) 1940 (19) 1945 (20)            | الحزب الليبرالي الكندي           | [LS]                 |
| (10) | إنشاء هيئة الإذاعة الكندية والمجلس الوطني لأفلام كندا وقانون التأمين ضد البطالة لعام 1940 وتأميم بنك كندا ومشاركة كندا في الحرب العالمية الثاني وأزمة التجنيد عام 1944 وانضمام كندا إلى الأمم المتحدة وإنشاء خطوط ترانس كندا الجوية وقضية جوزينكو. رئيس الوزراء الأول والوحيد حتى الآن الذي يخدم ثلاث فترات غير متتالية. | ويليام كينج (1874-1950) نائب عن Prince Albert (SK) حتى 1945 نائب عن Glengarry (ON) من 1945                                |                |                |                     |                                          |                                  | [LS]                 |
| 12   | | لويس سانت لوران (1882-1973) نائب عن Quebec East (QC)                                                                      | 17             | 15 نوفمبر 1948 | 21 يونيو 1957       | معين (20) 1949 (21) 1953 (22)            | الحزب الليبرالي الكندي           | [ 33 ] [ 34 ]        |
| 12   | وزير العدل ووزير الدولة للشؤون الخارجية؛ انضمام نيوفاوندلاند إلى الاتحاد. انتهى الحق في الاستئناف أمام اللجنة القضائية لمجلس الملكة الخاص وانضمام كندا إلى حلف شمال الأطلسي والعدوان الثلاثي وإنشاء قوة الطوارئ التابعة للأمم المتحدة وإعلان لندن وإقرار قانون نيوفاوندلاند وإنشاء طريق عابر كندا السريع وطريق سانت لورانس البحري. | لويس سانت لوران (1882-1973) نائب عن Quebec East (QC)                                                                      |                |                |                     |                                          |                                  | [ 33 ] [ 34 ]        |
| 13   | | جون ديفنبيكر (1895-1979) نائب عن Prince Albert (SK)                                                                       | 18             | 21 يونيو 1957  | 22 أبريل 1963       | 1957 (23)§ 1958 (24) 1962 (25)§          | الحزب الكندي التقدمي المحافظ     | [ 35 ] [ 36 ]        |
| 13   | حدث في عهده قضية كوين وأزمة صواريخ كوبا وإنشاء قيادة الدفاع الجوي الفضائي لأمريكا الشمالية والسماح للسكان الأصليين بالتصويت في الانتخابات الفيدرالية عام 1960 ورنامج القمر الصناعي ألويت 1. | جون ديفنبيكر (1895-1979) نائب عن Prince Albert (SK)                                                                       |                |                |                     |                                          |                                  | [ 35 ] [ 36 ]        |
| 14   | | ليستر بولز بيرسون (1897-1972) نائب عن Algoma East (ON)                                                                    | 19             | 22 أبريل 1963  | 20 أبريل 1968       | 1963 (26)§ 1965 (27)§                    | الحزب الليبرالي الكندي           | [ 37 ] [ 38 ]        |
| 14   | وزير الدولة للشؤون الخارجية حدث في عهده بدأ برنامج صواريخ بومارك ومشاركة الدولة في برنامج الرعاية الصحية الشاملة وإقرار خطة المعاشات التقاعدية الكندية وإنشاء علم كندي جديد ورفض نشر القوات الكندية في فيتنام وإنشاء اللجنة الملكية لثنائية اللغة وثنائية الثقافة وتوحيد القوات المسلحة واحتفالات الذكرى المئوية الكندية. | ليستر بولز بيرسون (1897-1972) نائب عن Algoma East (ON)                                                                    |                |                |                     |                                          |                                  | [ 37 ] [ 38 ]        |
| 15   | | بيير ترودو (1919-2000) نائب عن Mont-Royal (QC)                                                                            | 20             | 20 أبريل 1968  | 4 يونيو[R] 1979     | معين (27) 1968 (28) 1972 (29)§ 1974 (30) | الحزب الليبرالي الكندي           | [*]                  |
| 15   | وزير العدل؛ ألغى تجريم المثلية الجنسية وأضفى الشرعية على الإجهاض؛ حدث في عهده أزمة أكتوبر واستخدام قانون تدابير الحرب وقانون اللغات الرسمية وأقام علاقات مع الصين الشيوعية ووقع ميثاق فيكتوريا يشان بترو كندا ودخول كندا في مجموعة الدول الصناعية السبع؛ تعديلات قانون الإسكان الوطني؛ التضخم وتدخل الدولة في نهاية المطاف ؛ إنشاء عبر السكك الحديدية. | بيير ترودو (1919-2000) نائب عن Mont-Royal (QC)                                                                            |                |                |                     |                                          |                                  | [*]                  |
| 16   | | جو كلارك (1939- ) نائب عن Yellowhead (AB)                                                                                 | 21             | 4 يونيو 1979   | 3 مارس[R] 1980      | 1979 (31)§                               | الحزب الكندي التقدمي المحافظ     | [*]                  |
| 16   | أصغر رئيس وزراء كندي؛ أقر قانون حرية المعلومات؛ هزم في اقتراح حجب الثقة عن الميزانية الأولى. | جو كلارك (1939- ) نائب عن Yellowhead (AB)                                                                                 |                |                |                     |                                          |                                  | [*]                  |
| (15) | | بيير ترودو (1919-2000) نائب عن Mont-Royal (QC)                                                                            | 22             | 3 مارس 1980    | 30 يونيو[R] 1984    | 1980 (32)                                | الحزب الليبرالي الكندي           | [*]                  |
| (15) | إقرار استفتاء كيبيك 1980 وقانون الوصول إلى المعلومات وميثاق مونتريال؛ والميثاق الكندي للحقوق والحريات والبرنامج الوطني للطاقة وقانون الصحة الكندي. | بيير ترودو (1919-2000) نائب عن Mont-Royal (QC)                                                                            |                |                |                     |                                          |                                  | [*]                  |
| 17   | | جون تورنر (1929-2020) لم يشغل مقعد في البرلمان وقت رئاسته للوزراء                                                         | 23             | 30 يونيو 1984  | 17 سبتمبر[R] 1984   | معين (بالوكالة)                          | الحزب الليبرالي الكندي           | [*]                  |
| 17   | وزير العدل ووزير المالية. لم يشغل مقعد في البرلمان وقت رئاسته للوزراء. وهو أول رئيس وزراء منذ باول لم يولد في كندا. | جون تورنر (1929-2020) لم يشغل مقعد في البرلمان وقت رئاسته للوزراء                                                         |                |                |                     |                                          |                                  | [*]                  |
| 18   | | مارتن مولروني (1939-2024) نائب عن Manicouagan (QC) حتى 1988 نائب عن Charlevoix (QC) من 1988                               | 24             | 17 سبتمبر 1984 | 24-25 يونيو[R] 1993 | 1984 (33) 1988 (34)                      | الحزب الكندي التقدمي المحافظ     | [*]                  |
| 18   | حدث في عهده إلغاء البرنامج الوطني للطاقة واتفاق بحيرة ميتش وخصخصة بترو كندا واتفاقية التجارة الحرة الكندية الأمريكية وتطبيق ضريبة السلع والخدمات واتفاق شارلوت تاون والعقوبات على جنوب أفريقيا ومعاهدة المطر الحمضي وحرب الخليج وأزمة أوكا وقانون الطوارئ وقانون حماية البيئة وخصخصة شركة الطيران الكندية واتفاقية التجارة الحرة لأمريكا الشمالية واتفاق نونافوت للمطالبات الأرضية وقضية إيرباص. | مارتن مولروني (1939-2024) نائب عن Manicouagan (QC) حتى 1988 نائب عن Charlevoix (QC) من 1988                               |                |                |                     |                                          |                                  | [*]                  |
| 19   | | كيم كامبل (1947- ) نائب عن Vancouver-Centre (CB)                                                                          | 25             | 25 يونيو 1993  | 4 نوفمبر[R] 1993    | معينة (34)                               | الحزب الكندي التقدمي المحافظ     | [*]                  |
| 19   | وزيرة العدل ووزيرة شؤون المحاربين القدامى وزيرة الدفاع الوطني وزيرة الشؤون الحكومية الدولية؛ هي أول رئيسة وزراء لكندا. هزمت وخسرت مقعدها في انتخابات عام 1993. | كيم كامبل (1947- ) نائب عن Vancouver-Centre (CB)                                                                          |                |                |                     |                                          |                                  | [*]                  |
| 20   | | جان كريتيان (1934- ) نائب عن Saint-Maurice (QC)                                                                           | 26             | 4 نوفمبر 1993  | 12 ديسمبر[R] 2003   | 1993 (35) 1997 (36 ‏) 2000 (37 ‏)          | الحزب الليبرالي الكندي           | [*]                  |
| 20   | كان وزير المالية ووزير الشؤون الهندية ووزير الطاقة والمناجم والموارد ووزير العدل ووزير الطاقة ورئيس مجلس الخزانة ووزير الإيرادات الوطنية ونائب رئيس وزراء كندا؛ حدث في عهده خصخصة السكك الحديدية الوطنية الكندية وإصدار الكتاب الأحمر وضريبة المبيعات المنسقة واستفتاء كيبيك لعام 1995 ومحاولة اغتياله وحرب كوسوفو وفيضان النهر الأحمر 1997 وتوقيع الاتفاق الإطاري للاتحاد الاجتماعي وإنشاء إقليم نونافوت وقانون العدالة الجنائية للشباب وعملية الشريط الأصفر وغزو أفغانستان ومعارضة غزو العراق واتفاقية كيوتو وتحقيق جومري.                                                                        | جان كريتيان (1934- ) نائب عن Saint-Maurice (QC)                                                                           |                |                |                     |                                          |                                  | [*]                  |
| 21   | | بول مارتن (1938- ) نائب عن LaSalle—Émard (QC)                                                                             | 27             | 12 ديسمبر 2003 | 6 فبراير[R] 2006    | معين (37 ‏]) 2004 (38 ‏)§                  | الحزب الليبرالي الكندي           | [*]                  |
| 21   | الابن الوحيد لبول مارتن الأب؛ شغل منصب وزير المالية وأسس حكومة الأقلية. أقر قانون الزواج المدني واتفاق كيلونا ورفض المعاهدة الأمريكية المضادة للصواريخ وتوقيع اتفاق الأطلسي. | بول مارتن (1938- ) نائب عن LaSalle—Émard (QC)                                                                             |                |                |                     |                                          |                                  | [*]                  |
| 22   | | ستيفن هاربر (1959- ) نائب عن Calgary Southwest (AB)                                                                       | 28             | 6 فبراير 2006  | 4 نوفمبر 2015       | 2006 (39 ‏)§ 2008 (40 ‏)§ 2011 (41)        | حزب المحافظين الكندي             | [*]                  |
| 22   | حدث في عهده قانون المساءلة واتفاقية الأخشاب اللينة ومشاركة كندا في حرب أفغانستان وتاك كادمان وحركة أمة كيبيك والأزمة المالية 2007-2008 والنزاع البرلماني وخطة العمل الاقتصادية وقضية المعتقلين الأفغان والانسحاب من اتفاقية كيوتو وفضيحة نفقات مجلس الشيوخ وإقرار قانون مكافحة الإرهاب لعام 2015. | ستيفن هاربر (1959- ) نائب عن Calgary Southwest (AB)                                                                       |                |                |                     |                                          |                                  | [*]                  |
| 23   | | جاستن ترودو (1971- ) نائب عن Papineau (QC)                                                                                | 29 ‏            | 4 نوفمبر 2015  | 14 مارس 2025        | 2015 (42 ‏) 2019 (43 ‏)§ 2021 (44 ‏)        | الحزب الليبرالي الكندي           | [ 47 ]               |
| 23   | الابن الأكبر لبيير ترودو رئيس الوزراء الخامس عشر؛ شغل منصب وزير الشؤون الحكومية الدولية والشباب. حدث في عهده اتفاق باريس واتفاقية التجارة بين كندا وأوروبا واتفاقية الشراكة عبر المحيط الهادئ وتقنين القنب واتفاقية الولايات المتحدة والمكسيك وكندا وقضية تسليم منغ وانتشو واحتجاز مايكل سبافور ومايكل كوفريغ واحتجاجات خطوط الأنابيب والسكك الحديدية الكندية 2020 وجائحة فيروس كورونا وقافلة الحرية واستخدام قانون الطوارئ وإرسال أسلحة دفاعية إلى أوكرانيا وفضيحة ياروسلاف هونكا والنزاع الدبلوماسي مع الهند وإعانة الطفل الكندية و10 دولارات لرعاية الأطفال في اليوم وخطة رعاية الأسنان الكندية. | جاستن ترودو (1971- ) نائب عن Papineau (QC)                                                                                |                |                |                     |                                          |                                  | [ 47 ]               |
| 24   | | مارك كارني (1965- ) ليس عضوًا في البرلمان                                                                                  | 30 ‏            | 14 مارس 2025   | في المنصب           | معين 2021 (44 ‏)                          | الحزب الليبرالي الكندي           | [ 48 ]               |
| 24   | المحافظ الثامن لبنك كندا (2008-2013)؛ المحافظ رقم 120 لبنك إنجلترا (2013-2020)، الحرب التجارية بين الولايات المتحدة وكندا والمكسيك | مارك كارني (1965- ) ليس عضوًا في البرلمان                                                                                  |                |                |                     |                                          |                                  | [ 48 ]               |

R  فاز الحزب في الانتخابات، لكن رئيس الوزراء خسر مقعده
  ينص قانون التفسير لعام 1967 على أنه "عندما يعين رئيس الوزراء أو تنتهي ولايته في يوم معين، يُعتبر التعيين نافذًا أو منتهيًا بنهاية اليوم الذي يسبقه". تُحسب فترات ولاية رؤساء الوزراء وفقًا لهذا القانون على أنها انتهت في نهاية آخر يوم كامل لهم في المنصب، حتى لو قدموا استقالتهم للحاكم العام في اليوم الذي يليه. طبق هذا القانون على بيبر ترودو في عامي 1979 و1984 وكلارك وتيرنر ومولروني وكامبل وكريتيان ومارتن وهاربر وترودو الابن.

## للاستزادة
- Brodie، I. (2018). At the Centre of Government: The Prime Minister and the Limits on Political Power. McGill-Queen's University Press. ISBN:978-0-7735-5378-1. مؤرشف من الأصل في 2023-04-05.
- Coucill، I. (2005). Canada's Prime Ministers, Governors General and Fathers of Confederation. Pembroke Publishers. ISBN:978-1-55138-185-5. مؤرشف من الأصل في 2023-04-05.
- Dutil، P. (2017). Prime Ministerial Power in Canada: Its Origins under Macdonald, Laurier, and Borden. The C.D. Howe Series in Canadian Political History. UBC Press. ISBN:978-0-7748-3476-6. مؤرشف من الأصل في 2023-04-05.
- Donaldson، G. (1994). The Prime Ministers of Canada. Doubleday Canada. ISBN:978-0-385-25454-0.
- English، J.R.؛ Dutil، P. (2023). Statesmen, Strategists and Diplomats: Canada's Prime Ministers and the Making of Foreign Policy. The C. D. Howe Series in Canadian Political History Series. University of British Columbia Press. ISBN:978-0-7748-6855-6.
- Schlee، Gary (2018). Unknown and unforgettable : a guide to Canada's Prime Ministers. Toronto, Ontario, Canada. ISBN:978-1-7753780-0-6. OCLC:1108336247.{{استشهاد بكتاب}}:  صيانة الاستشهاد: مكان بدون ناشر (link)
- Stewart، J.D.M. (2018). Being Prime Minister. Dundurn. ISBN:978-1-4597-3849-2. مؤرشف من الأصل في 2023-04-05.

## روابط خارجية
- Prime Minister's Official Site – حكومة كندا
- The Prime Ministers of Canada – The Historica Dominion Institute
- Prime Ministers of Canada – مكتبة البرلمان
- Prime Ministers – تاريخ كندا